# The Backrooms

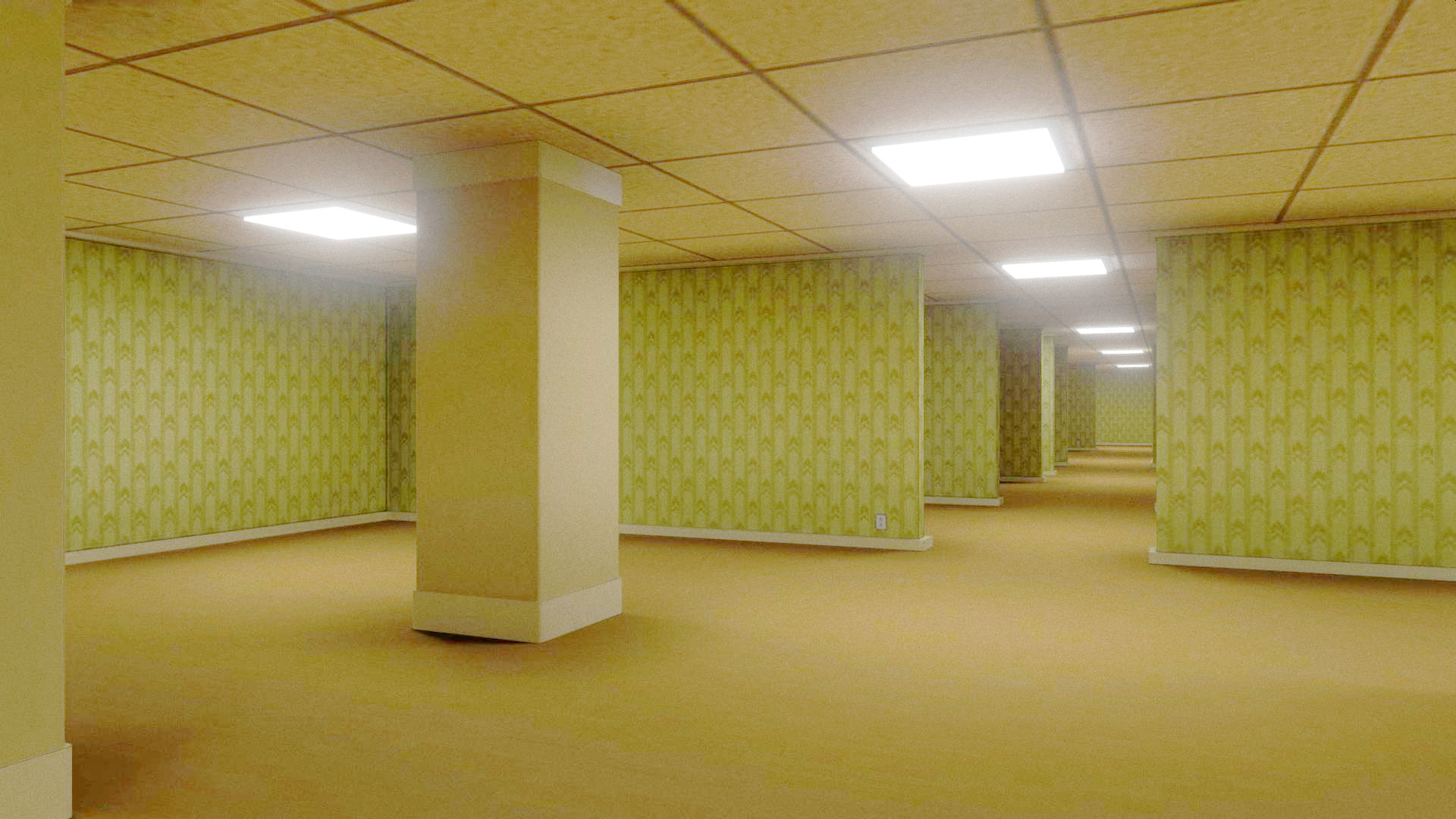
Imagine din Backrooms, Nivelul 0 (The Tutorial)

The Backrooms este o legendă urbană și creepypasta care descrie un labirint nesfârșit de camere de birou goale generate aleatoriu. Se caracterizează prin miros de covor umed, pereți cu un ton monocromatic de galben și lumini fluorescente care bâzâie. Se speculează că The Backrooms este o lume paralelă în care poți intra dacă îți dai noclip în afara realității în diverse spații greșite și este aproape imposibil de a ieși, astfel singurele metode prin care ai putea să scapi din The Backrooms ar fi să găsești un loc glitch-uit și atunci vei scăpa din The Backrooms și vei ajunge din nou în lumea reală. Totuși, The Backrooms nu este un loc real deoarece pe data de 7 Ianuarie 2022, pe canalul de YouTube Kane Pixels a fost postat primul videoclip despre The Backrooms, intitulat The Backrooms (Found Footage) care se speculează că a fost făcut pe calculator, și nu într-un loc din viața reală deoarece oamenii au încercat să găsească locația unde a fost filmat acel videoclip, dar nu au găsit-o. De la acel videoclip, atât canalul Kane Pixels cât și alți utilizatori de pe internet s-au extins asupra acestei legende urbane, adăugând diverse niveluri și entități, dar mai ales niveluri, printre care: Nivelul 0 (nivelul de început), care constituie din pereți cu tapet de culoare galbenă, lumini fosforescente și covor galben și ud. Nivelul 1, Nivelul 2, Nivelul 6 (Lights out), despre care se spune că este cel mai periculos nivel, fiindcă nu se vede aproape nimic. Nivelul 188 (un nivel cu foarte multe geamuri ce duce într-un loc gol care a apărut și în primul videoclip de pe canalul Kane Pixels), Nivelul The End (ce nu este sfârșitul din The Backrooms, dar te poate teleporta la un nivel aleatoriu, ce este descris ca o librărie), Nivelul ! - Alergați Pentru Viața Ta! (un nivel foarte periculos ce descrie un culoar de spital unde este foarte greu să supraviețuiești), Nivelul 9223372036854775807 (ultimul nivel din The Backrooms care este foarte periculos) și multe alte nivele care ai spune clar că imaginile pentru acele nivele sunt ori din viața reală ori făcute pe calculator, astfel se poate deduce clar că The Backrooms este într-adevăr un loc fals. Totuși, această legendă a apărut dintr-o postare de pe 4chan în 2019 în categoria de poze care-ți creează disconfort. De la videoclipul lui Kane Pixels, diverse jocuri video și chiar și un wiki au fost create. A fost o colaborare cu Fundația SCP și seria de albume de șase ore Everywhere at the End. 